# Condylonucula maya
Condylonucula maya is een tweekleppigensoort uit de familie van de Nuculidae. De wetenschappelijke naam van de soort is voor het eerst geldig gepubliceerd in 1977 door D.R. Moore.